# Cyrkuł radzyński
Cyrkuł radzyński (niem. Radzyner Kreis) – jednostka administracyjna Cesarstwa Austrii w latach 1796–ok. 1801, należąca do kraju koronego Nowa Galicja. Powstała na części obszaru zagarniętego przez Austrię wskutek III rozbioru Polski. Siedzibą cyrkułu był Radzyń.

## Historia
Cyrkuł radzyński został utworzony przed 1801 z obszaru zniesionego cyrkułu łukowskiego. Był jednym z 12 cyrkułów Nowej Galicji, podporządkowanych Gubernium Krajowemu dla Galicji Zachodniej w Krakowie.
Cyrkuł łukowski został zlikwidowany na przełomie 1801/1802, a jego terytoria zostały rozdzielone pomiędzy sąsiednie cyrkuły:
- Kock i Łysobyki z okolicą przyłączono do cyrkułu lubelskiego,
- ziemię stężycką przyłączono do cyrkułu wiązowieńskiego,
- Łuków i Radzyń z okolicami przyłączono  do cyrkułu bialskiego,
- pozostałe tereny (skrawek) – przyłączono do cyrkułu siedleckiego.